# Alexandre Agricola
Pour les articles homonymes, voir Agricola.
Alexandre (en français) ou Alexander Agricola (en latin) ou Alexander Ackerman (en moyen néerlandais) est un compositeur de l'école franco-flamande, issu d'une famille patricienne gantoise, probablement né à Gand en 1445 ou 1446 et mort à Valladolid en Castille le 15 août 1506.

## Biographie

### Origines, enfance et formation
Agricola, un compositeur dont la musique a été largement diffusée, doit sa renommée à des compositions dans tous les genres cultivés à son époque.
Quelques données biographiques peuvent être rassemblées à partir du texte d'une composition, Epitaphion Alexandri Agricolæ symphonistæ regis Castiliæ, imprimée par Georg Rhau en 1538, dans lequel le compositeur est appelé un « Belge » mort en 1506, à l'âge de soixante ans, lors d'un voyage à travers l'Espagne au service de Philippe le Beau.  Il existe deux autres épitaphes, découvertes par Bonnie Blackburn : l'une d'entre elles précise la date de son décès et révèle qu'il était originaire de Gand.  Dans les documents d'archives et les manuscrits musicaux, son patronyme figure presque invariablement sous sa forme latinisée, Agricola, même si un dossier de paiement de la cour bourguignonne, écrit en 1500, identifie le compositeur comme « Alexander Ackerman ».
Alexandre Ackerman est probablement né à Gand en 1445 ou 1446. Lui et son frère Jan étaient les enfants naturels de Lijsbette Naps, alias Quansuijs.  Cette femme d'affaires indépendante, qui disposait de moyens non négligeables, mourut en 1499.  Ses activités commerciales à Gand peuvent être retracées jusqu'au début des années 1440.  Alexandre décida de latiniser son nom et de s'appeler Agricola.  Son père était Heinric Ackerman, un procureur dans le ménage d'un riche citoyen de Gand, Joes Beste (dont il avait épousé la fille naturelle Salmadrijnen en 1448).  Heinric doit avoir trouvé la mort peu après 1474.  Si la documentation sur Lijsbette Naps et ses activités est abondante, il n'y a presque rien qui puisse nous éclairer sur la formation musicale d'Alexandre.  Peut-être fut-il chantre (choriste) dans l'église paroissiale de Saint-Nicolas à Gand, dont Lijsbette enrichit l'institution musicale, la cotidiane, d'une importante donation en 1467 ; malheureusement, les listes de paiement de la cotidiane de Saint-Nicolas n'ont pas été conservées.
Compte tenu de la gloire apparente d'Agricola, obtenue en tant qu'instrumentiste à cordes (il avait été « clarus vocum manuumque », selon l’Epitaphion, et il avait écrit plusieurs pièces instrumentales), il se peut qu'il ait été associé, dès son jeune âge, à la corporation des musiciens instrumentistes bassa cappella à Gand.
Le compositeur est parfois identifié avec « maistre  [sic] Alexandre » ; il est difficile de savoir si cela indique qu'il était détenteur d'un diplôme universitaire ou si cela faisait allusion à une maîtrise reconnue dans une activité musicale établie quelconque.
Un Alessandro Alemanno, ou Alessandro d'Alemagna, fut actif comme chanteur et joueur de viole de gambe dans divers centres musicaux italiens au début des années 1470 ; il semble qu'il ait reçu le soutien d’un compagnon professionnel répondant au nom d'Antonio Pons, ou Ponzo (également un gambiste).  On a souvent voulu identifier ce musicien, Alemanno, avec le compositeur Agricola, même si ce dernier n'était pas effectivement d’origine allemande, car le comté de Flandre faisait partie, du moins théoriquement, du royaume de France.  Aucun document ne donne le patronyme d'Alessandro et nulle part est-il identifié par un toponyme tel que de Fiandra (de Flandre).  L'identification avec le compositeur n’est qu’hypothétique ; de surcroît, elle est affaiblie par un document provenant de la cour de Naples, daté de 1456, qui se réfère à un chanteur de cour qui s’appelait Alessandro Alemanno - sûrement pas le compositeur, qui aurait été âgé d'environ dix ans à cette époque.  Étant donné l'absence presque totale de listes complètes de la chapelle de Naples pour la période de 1455 à 1480, il ne peut être exclu qu'il y ait travaillé sans interruption jusqu'en 1470, année où Alessandro Alemanno et Antonio Pons quittèrent la cour de Naples pour accepter un emploi à Milan, où résidait Galéas Marie Sforza, qui sut aussi attirer Josquin des Prés, Johannes Martini et Loyset Compère à sa cour.  Pour compliquer davantage les choses, un document rédigé à Milan en décembre 1471 rapporte d'Alessandro Alemanno qu'il aurait un cousin, Pietro da Vienna ex Alemania – un homme assez âgé pour être appelé, vers 1456, le père d'un Sigismund.  Rien du passé et des origines d'Agricola ne suggère pourtant qu'il y ait quelque lien entre lui et Vienne.  Dans la mesure où il existe des documents ou des déclarations contemporaines faisant référence à ses origines, ils qualifient le compositeur invariablement de Flamand ou de Belge.

### Cambrai / France
Le premier document faisant mention sans équivoque du compositeur Alexandre Agricola provient de la cathédrale de Cambrai, où il reçut un paiement de quatre livres pour ses services comme « petit vicaire » (chantre) en 1475-1476.  C'est vers cette époque qu'a été copiée la plus ancienne source conservée de l'une de ses œuvres : Gaudent in celis, transmise par un manuscrit en papier daté d'environ 1476.  Cependant, pour autant qu’on puisse en juger sur la base des sources conservées, la diffusion internationale de la musique d’Agricola ne commença pas avant les années 1490.  Compte tenu de la rareté des sources françaises et néerlandaises des années 1470 et 1480, ses premières œuvres peuvent avoir été principalement diffusées dans ces pays.
Tout ce que l’on sait avec certitude de la vie du compositeur avant 1491 suggère qu'il ait vécu et travaillé en Flandre et en France.  Pourtant, Agricola était peut-être beaucoup plus jeune que nous ne l'avions cru jusqu'à présent.  Même si l'épitaphe imprimée en 1538 était fondée sur un témoignage, il reste possible que l'âge indiqué de soixante ans soit aussi exagéré que les « presque cent » ans attribués au défunt Ockeghem, compositeur qu'il pouvait avoir connu à la cour de France.  Les documents d'archives à Gand ne révèlent aucun lien entre les parents d'Agricola avant le milieu des années 1450 : en 1455, Lijsbette Naps prêta de l'argent à l'employeur de Heinric Ackerman, Joes Beste, et deux ans plus tard, Heinric se porta garant d'une transaction d'affaires entre Lijsbette et la veuve de Joes (qu'il continuait à servir comme procurateur).

### Florence
Après son passage à Cambrai, on perd toute trace d'Agricola pour une période de dix ans.  Il ne figure pas sur une liste de la chapelle royale de France en date du 28 juillet 1486 (la seule liste de ce type à avoir été conservée pour cette décennie), mais nous savons qu'il rejoignit cette institution au cours des cinq années suivantes car, en 1491, il quitta la cour de France sans autorisation pour se rendre à Mantoue, puis à Florence, où, le 1er octobre 1491, il fut nommé à la cathédrale avec un salaire mensuel de quatre florins et où il travailla comme collègue de Henricus Isaac.  Par une lettre de Charles VIII à Pierre de Médicis, datée du 25 avril, probablement de l’année 1492, le roi de France demanda instamment le retour d'Alexandre Agricola, « chantre de nostre chappelle », ainsi que celui d'un luthiste qui se trouvait en sa compagnie.

### Naples
L'emploi d'Agricola à la cathédrale de Florence cessa le 1er juin 1492.  À peine deux semaines plus tard, on le retrouve à la cour de Naples.  Par une lettre du 13 juin de Ferdinand Ier, écrite à Charles VIII, le roi de Naples confirma qu'Alexandre avait séjourné quelques jours à sa cour, que l'on avait pris plaisir à écouter son chant et qu'il se serait réjoui de pouvoir le retenir à son service.  Agricola revint en France (comme Ferdinand Ier avait pris soin de promettre à Charles VIII), sans doute en passant par Florence, le 28 octobre 1492, car la Santissima Annunziata enregistra la quittance de douze florins d'or pour les quatre mois passés à Rome et à Naples.  Plusieurs mois plus tard, le 11 février 1493, le roi Ferdinand Ier chargea son ambassadeur à la cour de France de proposer à Alexandre un salaire annuel de 300 ducats, correspondant à ce qu'il avait demandé.
Le compositeur accepta l'offre de Ferdinand Ier, mais ce dernier se vit contraint de reporter la nomination en raison de la dégradation rapide de la situation politique en avril 1493.  Finalement, en septembre de la même année, il chargea son ambassadeur français de donner à entendre à Agricola qu'il ne devait pas venir.  Cinq mois plus tard, Agricola vint à Naples accompagné de Johannes Ghiselin, mais pas dans le but d'accepter l'offre d'emploi.  Une lettre du 10 février 1494 (dix-sept jours après la mort de Ferdinand Ier) témoigne de la présence du compositeur à la cour de Naples, comme le fait une autre lettre, du 6 mars 1494, mais il ressort de ces deux documents qu'il était employé par Pierre de Médicis.

### Gand / Pays-Bas des Habsbourg / Valladolid
On ne sait rien du sort du compositeur entre mars 1494 et le moment où il accepta un emploi à la cour de Bourgogne, c'est-à-dire en août 1500.  Peut-être, la mort de sa mère, survenue en février 1499, le ramena à Gand, car une petite taxe sur l'héritage, payée par lui et son frère Jan, est enregistré dans les comptes de la ville ; il est toutefois vrai qu'Alexandre ne devait pas nécessairement se déplacer pour y parvenir.  Quoi qu’il en soit, en tant que chanteur de la cour bourguignonne, Agricola eut l'occasion de revenir dans sa ville natale.  Philippe le Beau et sa cour se trouvaient à Gand le 30 novembre 1505, et les comptes bourguignons confirment le paiement de son salaire à cette date, conjointement avec des paiements à des compositeurs tels que Pierre de la Rue, Anthonius Divitis et Marbrianus de Orto.  Quelques mois plus tard, la cour entreprit son voyage infortuné pour la Castille, n’atteignant Valladolid que le 22 juillet 1506.
Peu après, Agricola aurait eu une forte fièvre (febris fervens), dont on dit qu’elle causa sa mort près de Valladolid, le 15 août 1506.  Ses restes furent déposés dans une église non-identifiée de la ville.  Des documents d’archives des Bourguignons indiquent qu’il possédait des prébendes à Gorinchem et à Valenciennes (Notre-Dame de La Salle).
Quelques années après sa mort, Eloy d'Amerval le mentionne dans son Livre de la diablerie (1508).
Le 15 novembre 1522, un certain « cantore Alessandro Agricola » se présenta à la cour de Mantoue pour y rester au moins jusqu'à l'année suivante.  Alessandro peut être le fils d'Alexandre, ou, plus probablement (étant donné que les enfants portaient généralement le prénom de leurs parrains et marraines) de son frère Jan, qui est sans doute identique au chanteur Johannes Agricola de Gand (actif à Bois-le-Duc entre 1486 et 1493, et en 1496) et le compositeur Johannes Agricola, qui a laissé des mises en musique d’une chanson française (Fors seulement) et d'une autre, néerlandaise (Dat ic mijn lijden aldus helen moet).

## Œuvre

### Caractéristiques

#### Remarques générales
Alexandre Agricola a composé des messes, des motets et des chansons polyphoniques (sur des paroles françaises, néerlandaises et italiennes).  Il reste fidèle à la tradition franco-flamande et est l'émule de Josquin des Prés.  On ne décèle chez lui aucune influence italienne.  Il est remarquable par son style énergique.  Il voit la chanson comme un sujet qui se prête à de brillantes variations et qui lui permet de mettre en valeur les sentiments et d'étonner les auditeurs par les ornementations.
Comparé aux autres compositeurs de sa génération, Agricola ne semble pas avoir été particulièrement prolifique.  Sa musique est remarquable par la prolixité plutôt que par l'économie, ainsi que par une sensibilité excentrique, presque baroque, qui a été décrite par un observateur du XVIe siècle comme inhabituelle, folle et bizarre.
À bien des égards, sa syntaxe générale se rapproche de celle d'autres compositeurs nés vers le milieu du siècle, notamment dans son utilisation de la séquence, de l'ostinato et du mouvement des voix extérieures en dixièmes parallèles.  Mais son originalité incarne un paradoxe selon lequel des cadences fréquentes et de courts motifs typiques sont souvent englobés dans des conceptions formelles et mélodiques d'une ampleur et d'une largeur remarquables.  Il en résulte une imprévisibilité qui rappelle Ockeghem (dont Agricola semble avoir beaucoup appris), mais exprimée dans un idiome plus agité et plus riche.  Agricola est parfois décrit comme conservateur.  Cette évaluation doit être revue à la lumière de la date de naissance révisée, proposée pour au moins deux personnages, Josquin et Obrecht qui, jusqu'à récemment, étaient comptés parmi les exacts contemporains d'Agricola, mais que l'on soupçonne maintenant d'avoir été plutôt jeunes.
Les érudits modernes ont souvent constaté une qualité « nerveuse » et « agitée » dans l'invention mélodique d'Agricola.  Il semble que ce point de vue trouve son origine chez Ambros, dont l'opinion sur Agricola, faisant autorité, mérite d'être citée en entier : « Parmi ses contemporains, il est le plus étrange et le plus bizarre, et il se livre au vol le plus singulier de la fantaisie – de surcroît, il tend à écrire une sorte de contrepoint récalcitrant, sombre et délicat. »  Cette opinion est sans doute exagérée : bien qu'Agricola semble cultiver un style souvent bizarrement hyperactif dans ses œuvres (y compris dans ses messes et motets), l'effet que cela produit est encore le mieux décrit comme étant d'une intensité musicale électrisante.
Certaines œuvres d'Alexandre Agricola furent transcrites pour le luth par l'Allemand Hans Neusidler.

#### Musique profane

##### Chansons
Avec plus de 80 chansons et pièces instrumentales conservées, Agricola se classe parmi les compositeurs les plus importants de musique profane du XVIe siècle.  La majorité des chansons consiste en des mises en musique de poèmes à forme fixe, dont certaines sont des compositions écrites d’un trait.  Les chansons à forme fixe ont atteint une diffusion beaucoup plus large que les œuvres librement composées ; le répertoire du manuscrit Casanatense (I-Rc 2856) suggère que bon nombre d'entre elles aient été composées vers 1480.  La plupart sont imitatives, à trois voix, avec des gammes différentes et mettent relativement peu l'accent sur l'expression du texte.  Quelques-unes (comme la très populaire chanson En attendant) sont pour la plus grande partie syllabiques, mais en général elles sont typiques du style arborescent d'Agricola.  Je n'ay deuil, à quatre voix (avec quatorze sources, la chanson la plus largement diffusée) est typique de l'étroite juxtaposition de mélismes sinueux et de passages de plus longue haleine.  Elle est également caractéristique du nombre surprenant de chansons utilisant du matériel emprunté, soit en incorporant une seule ligne d'une mise en musique plus ancienne d'un même texte (comme Alles regretz, basé sur le ténor de Hayne van Ghizeghem, ou Se mieux ne vient sur le déchant de Convert), soit en utilisant le début d'une voix supplémentaire comme un point d'imitation pour une composition par ailleurs libre : Je n´ay deuil utilise l'incipit du contre-ténor de la chanson d’Ockeghem, Vostre hault bruit utilise celui d’une chanson de Dufay portant le même nom (Vostre bruit), et l'incipit du ténor de la tierce de Ma maistresse d'Ockeghem ouvre la tierce de Se je vous eslonge (pour laquelle les mêmes paroles ont été mises en musique).

##### Musique instrumentale
Des voix empruntées caractérisent aussi la plupart des pièces instrumentales d’Agricola.  Les voix principales de chansons célèbres sont utilisées comme cantus firmus pour de courtes mises en musique de deux à quatre parties.  Et, dans la fameuse harmonisation à six parties de Fortuna desperata, trois nouvelles parties sont ajoutées à celles de l'original.  Si ces lignes librement composées peuvent avoir des portées très larges, des figurations scalaires rapides ou des ostinatos rythmiques fortement évocateurs d'une exécution instrumentale dans de nombreux cas, une exécution entièrement vocale n'est nullement exclue et une figuration semblable apparaît même dans la musique de messe d'Agricola.  Incontestablement instrumentales sont les pièces plus vastes qui portent des titres énigmatiques ou calembouresques : Cecus non iudicat de coloribus et Pater meus agricola est.  Dans ces pièces, le compositeur dévoile une succession kaléidoscopique de courtes figures saisissantes, d'ostinatos syncopés et d'excursions hexacordales.  À cet égard, il convient de mentionner l'hypothèse d'Andrea Lindmayr, qui attribue à Agricola la mise en musique d’Ut heremita solus, conservée anonymement et sans les paroles dans Motetti C de Petrucci et fondée sur un cantus firmus énigmatique préexistant d'Ockeghem.

#### Musique sacrée

##### Motets
La musique sacrée d'Agricola présente une infinie variété, non seulement de moyens formels, mais aussi de fins expressives.  Son œuvre ne contient quasiment pas de motets de grande envergure du genre composé à l'occasion de commémorations ou d'autres événements, tels qu'ils étaient cultivés par beaucoup de ses contemporains (la composition bipartite Transit Anna timor étant la seule et évidente exception).  La plupart des œuvres, modestes par leurs dimensions, sont conçues en une seule partie et consistent en des mises en musique de textes dévotionnels s'appuyant sur le plain-chant associé à ceux-ci ; ces limites étroites laissent encore une grande marge, par exemple en matière de notation : la texture en filigrane d’O crux ave est notée pour deux paires de voix d'une octave d'intervalle, tandis que dans Nobis spiritus sancti de brefs points imitatifs alternent limpidement avec des échanges antiphonaires.  La plus répandue de toutes les pièces des compositeurs de cette génération, l'apparemment légère Si dedero, figure dans plus de trente sources ; il s'agit sans doute de la première d'une série de compositions d'Obrecht et de Josquin portant ce même titre.  À l'autre extrémité du spectre de l'expression musicale se trouvent l'imposant Magnificat et un Salve Regina, compositions où Agricola se manifeste de la façon la plus expansive.  Ici aussi, son penchant pour l'introduction, dans des contextes inhabituels, de matériel profane emprunté est illustré par le Salve Regina (ii), où il combine le plain-chant approprié avec un rendu dorien du ténor du célèbre Ave regina celorum de Walter Frye.  
  D'intérêt historique sont les mises en musique des Lamentations publiées par Petrucci, en 1506, avec plusieurs harmonisations par d'autres compositeurs.

##### Messes
Sur les huit mises en musique conservées de messes complètes, trois semblent avoir été librement composées, une d’entre elles paraphrase le plain-chant, et les quatre autres sont des mises en musique basées sur un cantus firmus emprunté à des chansons polyphoniques.  Le fait qu’aucune source plus ancienne que le début du XVIe siècle ne nous soit parvenue (même si celles, postérieures au tournant du siècle, comprennent un livre de messes exclusivement consacré à Agricola et publié par Petrucci en 1504), évoque la possibilité que la plupart des messes datent de la dernière partie de la vie d'Agricola, auquel cas les périodes d'emploi à la chapelle de la cour de France et à celle de la cour bourguignonne sont, sans doute, les occasions auxquelles il aurait pu les composer.  En termes de sophistication et de rigueur dans l'adhésion au modèle, les mises en musique des messes Le serviteur et Je ne demande sont peut-être les compositions les plus typiques, même si les pensées cachées et les subtilités sont abondantes et que certaines d’entre celles-ci présentent peut-être des allusions indirectes au modèle.  Dans Je ne demande, Agricola garde les tessitures vocales de la chanson de Busnoys, de sorte que le ténor et le contre-ténor occupent la même tessiture basse.  Le premier Kyrie du Serviteur dissimule un ostinato emprunté au plain-chant Kyrie Orbis factor dans la partie de basse ; la même voix expose l'incipit du ténor de Dufay à différentes hauteurs dans la deuxième partie de l’Agnus Dei (dans les deux cas, il peut y avoir une allusion à l'armature d’un double bémol associée à la chanson de Dufay, bien que les sources de cette messe soient en désaccord quant aux armatures d'un bémol).  Les messes sur Malheur me bat et In myne zin comptent parmi les compositions les plus ambitieuses de l'époque (il faut près de trois quarts d'heure pour exécuter la seconde d'entre elles, et cela malgré la perte du Kyrie).  Dans ces compositions vraisemblablement tardives, Agricola destine au ténor des passages entiers à des endroits stratégiques.
La seule exposition entière de la mélodie de la chanson In myne zin est située dans la deuxième Osanna qui, chose exceptionnelle à cette époque, se développe sans rupture à partir du Benedictus précédent ; ailleurs, les licences prises par le compositeur sont telles que l'on pourrait considérer cette messe comme une fantaisie élargie, même si quelques indicateurs clairs rendent évident que le modèle est en fait la mise en musique par le même compositeur d’une chanson populaire néerlandaise.  De tels indicateurs, indices non équivoques de la parodie, resurgissent de mouvement en mouvement, aussi bien dans Malheur me bat que dans In myne zin.  Ces caractéristiques, et d'autres, suggèrent un certain intérêt pour l'expérimentation formelle à grande échelle qui ajoute une étrange touche de rationalité à un esprit manifestant une nonchalance frappante vis-à-vis des conventions en matière de détails.

### Œuvres
Alexandre Agricola laisse 120 œuvres parvenues jusqu'à nous. Édition : « Alexander Agricola: Opera omnia », in : Lerner, Edward R. (éd.), Corpus mensurabilis musicae, XXII / 1-5, 1961-1970, [ L ].
Les langues indiquées sont celles du texte ou de l'incipit.

#### Musique sacrée

##### Messes et parties de messe

###### Messes
- (la) Missa In myne zin, à quatre voix, L i, 105 (cantus firmus de sa propre chanson néerlandaise In minen zin)
- (la) Missa Je ne demande, à quatre voix, L i, 34 (cantus firmus de la chanson de Busnoys)
- (la) Missa Le serviteur, à quatre voix, L i, 1 (cantus firmus de la chanson de Dufay)
- (la) Missa Malheur me bat, à quatre voix, L i, 66 (cantus firmus de la chanson d’Ockeghem ou de Martini)
- (la) Missa Paschalis, à quatre voix voix, L ii, 1 (cantus firmi : versions allemandes du Kyrie I, du Gloria I, du Sanctus XVII, de l’Agnus Dei XXII ; cantus firmus : Graduale pataviense, Vienne, 1511, ff.184v-185r, 194v)
- (la) Missa primi toni, à quatre voix
- (la) Missa secundi toni, à quatre voix, L ii, 47
- (la) Missa sine nomine, à quatre voix, L ii, 78 (c. Credo I)

###### Parties de messe
- (la) Credo, Sanctus, à trois voix, L ii, 125
- (la) Credo, à quatre voix, L ii, 94 (cantus firmus de la chanson Je ne vis oncques, de Dufay ou de Binchois)
- (la) Credo, à quatre voix, L ii, 103 (cantus firmus de la chanson Je ne vis oncques, de Dufay ou de Binchois)
- (la) Credo vilayge, à quatre voix, L ii, 114 (cantus firmus : Credo I)

##### Hymnes, lamentations, magnificats
- (la) A solis ortus cardine, à quatre voix, L iii, 17 (hymne ; cantus firmus : version allemande du plain-chant, cf MMMA, i, 1956, 219)
- (la) Ave maris stella, à quatre voix, L iii, 20 (hymne marial ; cantus firmus : version allemande du plain-chant, cf I-MOe ? X 1 11, f.7v)
- (la) Lamentations, à trois voix, L iii, I (cantus firmus : plain-chant)
- (la) Lamentations, à quatre voix, L iii, 8 (cantus firmus : plain-chant)
- (la) Magnificat primi toni, à quatre voix, L iii, 23, 34 (cantus firmus : plain-chant ; 2 versions : une longue, une courte)
- (la) Magnificat secundi toni, à quatre voix, L iii, 41 (cantus firmus : plain-chant)
- (la) Magnificat octavi toni, à quatre voix, L iii, 51 (cantus firmus : plain-chant)

##### Motets
- (la) Amice ad quid venisti [=Dictes moy toutes], à trois voix, L iv, 64 (texte de Matthieu xxvi)
- (la) Arce sedet Bacchus, à deux voix, L iv, 65 (sans doute un contrafactum d’une messe perdue ; cantus firmus : ténor de la chanson de Firminus Caron Le despourveu infortuné)
- (la) Ave domina sancta Maria, à quatre voix, L iv, 1 (à BVM)
- (la) Ave pulcherrima regina, à quatre voix, L iv, 3 (texte marial mis en musique sur une mélodie allemande, voir Schmitz)
- (la) Ave que sublimaris [= Comme femme], à trois voix, L iv, 60
- (la) Da pacem, à trois voix, L iv, 47 (prière pour la paix ; cantus firmus : plain-chant)
- (la) Ergo sancti martyres, à quatre voix, L iv, 28
- (la) Nobis Sancte Spiritus, à quatre voix, L iv, 36 (texte 1er vers, hymne pour les Horæ canonicæ de Spiritu Sancto)
- (la) O crux ave, à quatre voix, L iv, 38 (texte 6e vers, hymne, Vexilla regis ; cantus firmus : plain-chant)
- (la) O quam glorifica, à trois voix, L iv, 48 (texte : 1er strophe de l’hymne à Marie ; cantus firmus : plain-chant)
- (la) O virens virginum, à quatre voix, L iv, 5 (à BVM)
- (la) Regina coeli, à quatre voix, L iv, 7 (antienne mariale ; cantus firmus : version allemande du plain-chant, cf Antiffanarium, Augsbourg, 1495
- (la) Salve regina (i), à quatre voix, L iv, 10 (antienne mariale ; cantus firmus : plain-chant, cf Sacerdotale, Venise, 1564, f.291v)
- (la) Salve regina (ii), à quatre voix, L iv, 20 (antienne mariale ; cantus firmi : même version du plain-chant que celle de l’œuvre précédente ; ténor du motet de Walter Frye : Ave regina celorum)
- (la) Sancte Philippe appostole [=Ergo sancti martyres], à quatre voix, L iv, 32
- (la) Si dedero, à trois voix, L iv, 50 (texte : vers du répons In pace in idipsum ; cantus firmus : plain-chant, cf AS, p. 150)
- (la) Transit Anna timor, à quatre voix, L iv, 41 (témoignage de reconnaissance à la suite de la convalescence de maladie de Louis XII)
- (la) Virgo sub etheris [= Comme femme], à trois voix, L iv, 62

##### Motets-chansons
- (fr + la) Belle sur toutes/Tota pulchra es, à trois voix, L iv, 52 (rondeau quatrain dans le superius et le ténor ; cantus firmus : plain-chant dans la basse)
- (fr + la) L'heure est venue/Circumdederunt me, à trois voix, L iv, 54 (virelai dans le superius et le ténor ; texte de la basse destiné au dimanche de la Septuagésime)
- (fr + la) Revenez tous regretz/Quis det ut veniat, à quatre voix, L iv, 58 (rondeau cinquain dans le superius, l'altus et le ténor ; texte de la basse : vers du répons Nonne cognoscit)

#### Musique profane

##### Chansons néerlandaises
- (nl) In minen zin, à trois voix, L v, 63 (mise en musique d’une chanson néerlandaise)
- (nl) Mijn alderliefste moeschkin, à trois voix, L v, 65
- (nl) O Venus bant, à trois voix, L v, 97 (mise en musique d’une chanson néerlandaise ; conservée sans texte)
- (nl) O Venus bant, à trois voix, L v, 98 (mise en musique d'une chanson néerlandaise ; conservée sans texte)
- (nl) Tandernaken, à trois voix, L v, 99 (arrangement d'une mélodie de chanson populaire néerlandaise)

##### Chansons françaises
- (fr) Adieu m’amour, à quatre voix
- (fr) Adieu m’amour, à trois voix, L v, 43
- (fr) Adieu m’amour, à trois voix, L v, 44
- (fr) A la mignonne de Fortune, à trois voix, L v, 3 (virelai)
- (fr) Allez mon cueur, à trois voix, L v, 19 (rondeau quatrain)
- (fr) Allez regretz, à trois voix, L v, 20 (rondeau cinquain ; ténor de la chanson de Hayne van Ghizeghem)
- (fr) Amours, amours, à trois voix, L v, 71 (cantus firmus : ténor du rondeau de Hayne van Ghizeghem)
- (fr) Ay je rien fet, à trois voix, L v, 45 (quatrain)
- (fr) C'est mal cherché, à trois voix, L v, 22 (rondeau cinquain ; 4e voix ad libitum)
- (fr) C'est trop sur, à trois voix, L v, 23 (rondeau quatrain)
- (fr) C'est ung bon bruit, à trois voix, L v, 46
- (fr) Comme femme, à quatre voix, L v, 72 (arrangement du ténor du rondeau de Binchois ?)
- (fr) Comme femme, à trois voix, L v, 75 (arrangement du ténor du rondeau de Binchois ?)
- (fr) Comme femme, à deux voix, L v, 76 (arrangement du ténor du rondeau de Binchois ?)
- (fr) Crions nouel, à trois voix, L v, 54 (texte perdu)
- D…, à trois voix, L v, 55 (texte perdu)
- (fr) De tous biens plaine, à trois voix, L v, 123 (instr. ; cantus firmus de la chanson de Hayne ; aussi attribuée à Petrus Bourdon)
- (fr) De tous biens plaine, à quatre voix, L v, 78 (arrangement du ténor du rondeau de Hayne van Ghizeghem)
- (fr) De tous biens plaine, à trois voix, L v, 79 (arrangement du ténor du rondeau de Hayne van Ghizeghem)
- (fr) De tous biens plaine, à trois voix, L v, 81 (arrangement du ténor du rondeau de Hayne van Ghizeghem)
- (fr) De tous biens plaine, à trois voix, L v, 82 (arrangement du ténor du rondeau de Hayne van Ghizeghem)
- (fr) De tous biens plaine, à trois voix, L v, 83 (arrangement du ténor du rondeau de Hayne van Ghizeghem)
- (fr) Dictes my toutes, à trois voix, L v, 24 (rondeau quatrain)
- (fr) D'ung aultre amer, à quatre voix, L v, 85 (arrangement du ténor du rondeau d'Ockeghem)
- (fr) D'ung aultre amer, à quatre voix, L v, 86 (arrangement du ténor du rondeau d'Ockeghem)
- (fr) D´ung aultre amer, à trois voix, L v, 87 (arrangement du ténor du rondeau d'Ockeghem)
- (fr) D'ung aultre amer, à trois voix, L v, 88 (arrangement du ténor du rondeau d'Ockeghem)
- (fr) En actendant , à trois voix, L v, 26 (rondeau cinquain)
- (fr) En dispitant, à trois voix, L v, 56 (texte perdu)
- (fr) En m'en venant, à trois voix, L v, 27 (rondeau quatrain)
- (fr) Et qui la dira, à trois voix, L v, 48 (chanson à refrain sur une mélodie populaire, cf F-Pn fr.9346)
- (fr) Fors seullement, à quatre voix, L v, 124 (version instrumentale ; cantus firmus de la chanson d'Ockeghem ; aussi attribuée à Brumel)
- (it) Fortuna desperata, à six voix, L v, 68 (chanson strophique ; basée sur la chanson de Busnoys ou de Felice = ser Felice di Giovanni Martini[20]?)
- (fr) Gentil galans, à trois voix, L v, 57 (texte perdu)
- (fr) Guarde vostre visage, à trois voix, L v, 58 (texte perdu)
- (fr) Ha qu'il m'ennuye, à trois voix, L v, 116 (bergerette ; aussi attribuée à Jehan Fresneau)
- (fr) Helas madame, que feraige , à trois voix, L v, 125 (version instrumentale ; cantus firmus de la chanson de Firminus Caron ? ; composition aussi attribuée à « P »)
- (fr) Il me fauldra maudire, à trois voix, L v, 59 (texte perdu)
- (fr) Il n'est vivant, à trois voix, L v, 5 (virelai)
- (fr) J'ars du desir, à trois voix, L v, 118 (rondeau attribué à Agricola, mais discutable sur des arguments stylistiques)
- (fr) J'ay beau huer, à trois voix, L v, 28 (rondeau quatrain)
- (fr) Je n'ay dueil, à quatre voix, L v, 7 (virelai ; relatif à un motif de la basse de la chanson d’Ockeghem)
- (fr) Je ne puis plus, à trois voix, L v, 60 (texte perdu)
- (fr) Je ne suis point, à trois voix, L v, 30 (rondeau cinquain)
- (fr) La saison en est, à trois voix, L v, 119 (rondeau ; le plus souvent attribué à Compère)
- (fr) Les grans regretz, à trois voix, L, v, 120 (rondeau ; le plus souvent attribué à Hayne van Ghizeghem)
- (fr) L'homme banni, à trois voix, L v, 89
- (fr) Mauldicte soit, à trois voix, L v, 49 (chanson huitain)
- (fr) Notres assovemen, à trois voix, L v, 122 (texte perdu ; aussi attribuée à Jehan Fresneau)
- (fr) Oublier veul, à trois voix, L v, 60 (texte perdu)
- (fr) Par ung jour de matinee, à trois voix, L v, 50 (chanson sixain ?)
- (fr) Pour voz plaisirs, à trois voix, L v, 31 (rondeau quatrain)
- (fr) Princesse de toute beaulté, à trois voix, L v, 62 (texte perdu)
- (fr) Pourquoy tant/Pour quelque paine, à trois voix, L v, 91 (arrangement de deux lignes d’une chanson anonyme à trois voix ; voir Plamenac)
- (fr) Royne des flours, à trois voix, L v, 11 (virelai sur une mélodie de Pn fr.9346)
- (fr) Que vous madame/In pace in idipsum, à trois voix, L v, 128 (cantus firmus : plain-chant correspond à la basse ; chanson le plus souvent attribuée à Josquin des Prés)
- (fr) Se je fais bien, à trois voix, L v, 35 (rondeau quatrain)
- (fr) Se je vous eslonge, à trois voix, L v, 13 (virelai)
- (fr) Se mieulx ne vient d’amours, à trois voix, L v, 32 (rondeau cinquain; cantus firmus ; ténor de la chanson de Convert)
- (fr) Serviteur soye, à trois voix, L v, 15 (virelai)
- (fr) Sei congé prens, à trois voix, L v, 1 (ballade ; voir Pn fr.12744)
- (fr) S'il vous plaist, à trois voix, L v, 36 (rondeau quatrain)
- (fr) Si vous voullez, à trois voix, L v, 17 (bergerette)
- (fr) Soit loing, à trois voix, L v, 37 (rondeau quatrain)
- (fr) Sonnés muses melodieusement, à trois voix, L v, 51
- (fr) Tout a par moy, à quatre voix, L, v, 92 (arrangement du rondeau de Walter Frye)
- (fr) Tout a par moy, à trois voix, L v, 95 (arrangement du rondeau de Walter Frye)
- (fr) Va t'en, regret, à trois voix, L v, 39 (rondeau cinquain)
- (fr) Vostre bouche dist, à trois voix, L v, 53 (quatrain)
- (fr) Vostre hault bruit, à trois voix, L v, 41 (rondeau cinquain)

##### Œuvres italiennes
- (it) Amor che sospirar, à trois voix, L v, 66 (chanson strophique)
- (it) Donne, noi siam dell'olio facitori (Laurent de Médicis), à trois voix ( ?) (chanson strophique de carnaval, seul le superius est conservé)

##### Œuvres latines
- (la) Cecus non judicat de coloribus, à trois voix, L v, 102
- (la) Pater meus agricola est, à trois voix, L v, 107
- (la) Gaudeamus omnes, à deux voix, L v, 106 (cantus firmus : plain-chant ; int.)
- (la) Jam fulsit, à quatre voix, L v, 113

##### Œuvre sans titre
- [Duo], à deux voix, L v, 112 (voix supérieure par Agricola, voix basse par Ghiselin)

#### Attributions

##### Attributions douteuses
- (la) Missa sine nomine, à trois voix (messe attribuée à Agricola dans : E-SE et Aulen dans D-LEm, Rp, PL-WRu ; par Aulen)
- (la) Credo, Tmeisken, à quatre voix (dans certaines sources, cette chanson est insérée dans la Missa Paschalis, mais dans A-Wn 1783, elle est attribuée à Isaac ; sans doute par Isaac)
- (la) Magnificat quarti toni, à quatre voix, L iii, 60, 71 (cantus firmus : plain-chant ; deux versions : la longue attribuée à Josquin des Prés; la courte attribuée à Pierre de La Rue, Agricola, Brumel ; sans doute par Josquin)
- (la) Magnificat quarti toni, à quatre voix, L iii, 77, 88 (cantus firmus : plain-chant ; deux versions : la plus longue attribuée à Brumel, la plus courte attribuée à Agricola)

##### Attributions conjecturales
- (la) Ut heremita solus, à quatre voix, éd. R. Wexler and D. Plamenac, Ockeghem : Collected Works, iii (Boston, 1992), 18 ; attribution par Lindmayr
- (fr) En effait se ne reprenés, à trois voix, éd. dans MRM, vii (1983), no 77 ; chanson attribuée par Litterick
- (fr) Pour faire l'arlkymie d’amours, à trois voix, éd. dans MRM, vii (1983), no 100 ; chanson attribuée par Litterick

## Ressources